# Virus
Virus, thường được viết là vi-rút (bắt nguồn từ tiếng Pháp virus /viʁys/), còn được gọi là siêu vi, siêu vi khuẩn hay siêu vi trùng, là một tác nhân truyền nhiễm chỉ nhân lên được khi ở bên trong tế bào sống của một sinh vật khác. Virus có thể xâm nhiễm vào tất cả các dạng sinh vật, từ động vật, thực vật cho tới vi khuẩn và cổ khuẩn. Kể từ bài viết đầu tiên của Dmitriy Iosifovich Ivanovsky năm 1892, mô tả về một dạng mầm bệnh không thuộc vi khuẩn mà lây nhiễm vào cây thuốc lá, và sự khám phá ra virus khảm thuốc lá của Martinus Beijerinck năm 1898, cho đến nay có khoảng 9,000 loại virus đã được miêu tả chi tiết, mặc dù vẫn còn có tới hàng triệu (hoặc tỷ) dạng virus khác nhau. Virus được tìm thấy ở hầu hết mọi hệ sinh thái trên Trái Đất và là dạng có số lượng nhiều nhất trong tất cả các thực thể sinh học. Khoa học nghiên cứu virus được biết với tên virus học (virology), một chuyên ngành phụ của vi sinh.
Các phần tử (hay hạt) virus (được gọi là virion hoặc vi-ri-ông) được tạo thành từ hai hoặc ba bộ phận: phần vật chất di truyền được tạo nên từ DNA hoặc RNA – những phân tử dài có mang thông tin di truyền, một lớp vỏ protein – được gọi với tên capsid – có chức năng bảo vệ hệ gen và một lớp vỏ bọc bên ngoài làm từ lipid mà bao bọc bên ngoài lớp vỏ protein khi virus ở ngoài tế bào (chỉ có trong một số trường hợp). Hình dạng của virus có sự khác nhau, từ dạng xoắn ốc hay khối hai mươi mặt đều đơn giản cho tới những cấu trúc phức tạp hơn. Một virus có kích thước trung bình vào khoảng 1/100 kích cỡ trung bình của một  con vi khuẩn. Hầu hết virus đều quá nhỏ nên không thể quan sát trực tiếp dưới kính hiển vi quang học.
Nguồn gốc của virus trong lịch sử tiến hóa của sự sống không rõ ràng: một số có thể đã tiến hóa từ những plasmid – những đoạn DNA ngắn có khả năng di chuyển giữa các tế bào – trong khi số khác có thể đã tiến hóa từ vi khuẩn. Trong tiến hóa, virus là một phương tiện chuyển gen ngang quan trọng, góp phần gia tăng sự đa dạng di truyền. Virus được công nhận là một dạng sống bởi một số nhà khoa học, do chúng có mang vật chất di truyền, có thể sinh sản và tiến hóa thông qua quá trình chọn lọc tự nhiên. Tuy nhiên mặt khác chúng lại thiếu những đặc tính thiết yếu (như cấu trúc tế bào) – những điều được công nhận rộng rãi là cần thiết để được coi như sinh vật sống. Bởi vì chỉ có một số chứ không tất cả các phẩm chất cần thiết, nên virus được mô tả như "những sinh vật ở bên lề của sự sống". Tuy nhiên, virus chỉ có thể xâm nhập qua một số tế bào nhất định nhờ có giác bám (gai glycoprotein) của virus bám đặc hiệu lên thụ thể của tế bào chủ.
Virus lây lan theo nhiều cách; virus thực vật thường được truyền từ cây này sang cây khác qua những loài côn trùng hút nhựa cây như rệp vừng; trong khi virus động vật lại có thể được truyền đi nhờ những côn trùng hút máu. Những sinh vật mang mầm bệnh như vậy được gọi là những véc-tơ. Virus cúm lan truyền thông qua ho và hắt hơi. Norovirus và rotavirus, nguyên nhân chính của bệnh viêm dạ dày ruột siêu vi, lây lan qua đường phân-miệng và truyền từ người này sang người khác thông qua tiếp xúc, cũng như xâm nhập vào cơ thể qua thức ăn hay nước uống. HIV là một trong vài loại virus lây nhiễm thông qua quan hệ tình dục và tiếp xúc với máu bị nhiễm bệnh. Mỗi virus chỉ có thể xâm nhiễm vào một số dạng tế bào vật chủ nhất định, gọi là "biên độ vật chủ" (host range); biên độ này có thể rất hẹp hoặc rất rộng, tùy vào số lượng những sinh vật khác nhau mà virus có khả năng lây nhiễm.
Sự xâm nhập của virus trong động vật đã kích hoạt một phản ứng miễn dịch nhằm loại bỏ virus xâm nhiễm. Những phản ứng miễn dịch cũng có thể được tạo ra bởi vắc-xin, giúp tạo ra miễn dịch chủ động nhân tạo đối với một virus xâm nhiễm nhất định. Tuy nhiên, một số virus, bao gồm những loại gây ra AIDS và viêm gan siêu vi, lại có thể trốn tránh những phản ứng trên và gây ra sự nhiễm bệnh mãn tính. Đa phần các chất kháng sinh không có hiệu quả đối với virus, dù vậy cũng đã có những loại thuốc kháng virus được phát triển.

## Từ nguyên
Từ virus trong tiếng Việt bắt nguồn từ từ tiếng Pháp virus /viʁys/.. Từ virus trong tiếng Pháp thì bắt nguồn từ từ tiếng Latinh virus, có nghĩa là chất độc. Virus được ghi nhận với nghĩa "tác nhân gây bệnh truyền nhiễm" lần đầu vào năm 1728, trước khi Dmitri Ivanovsky phát hiện ra virus vào năm 1892. Thuật ngữ virion bắt đầu có từ năm 1959, được dùng để chỉ một phần tử virus, đơn lẻ, ổn định, có khả năng lây nhiễm được giải phóng ra từ tế bào và hoàn toàn có thể xâm nhập các tế bào khác cùng loại.

## Lịch sử

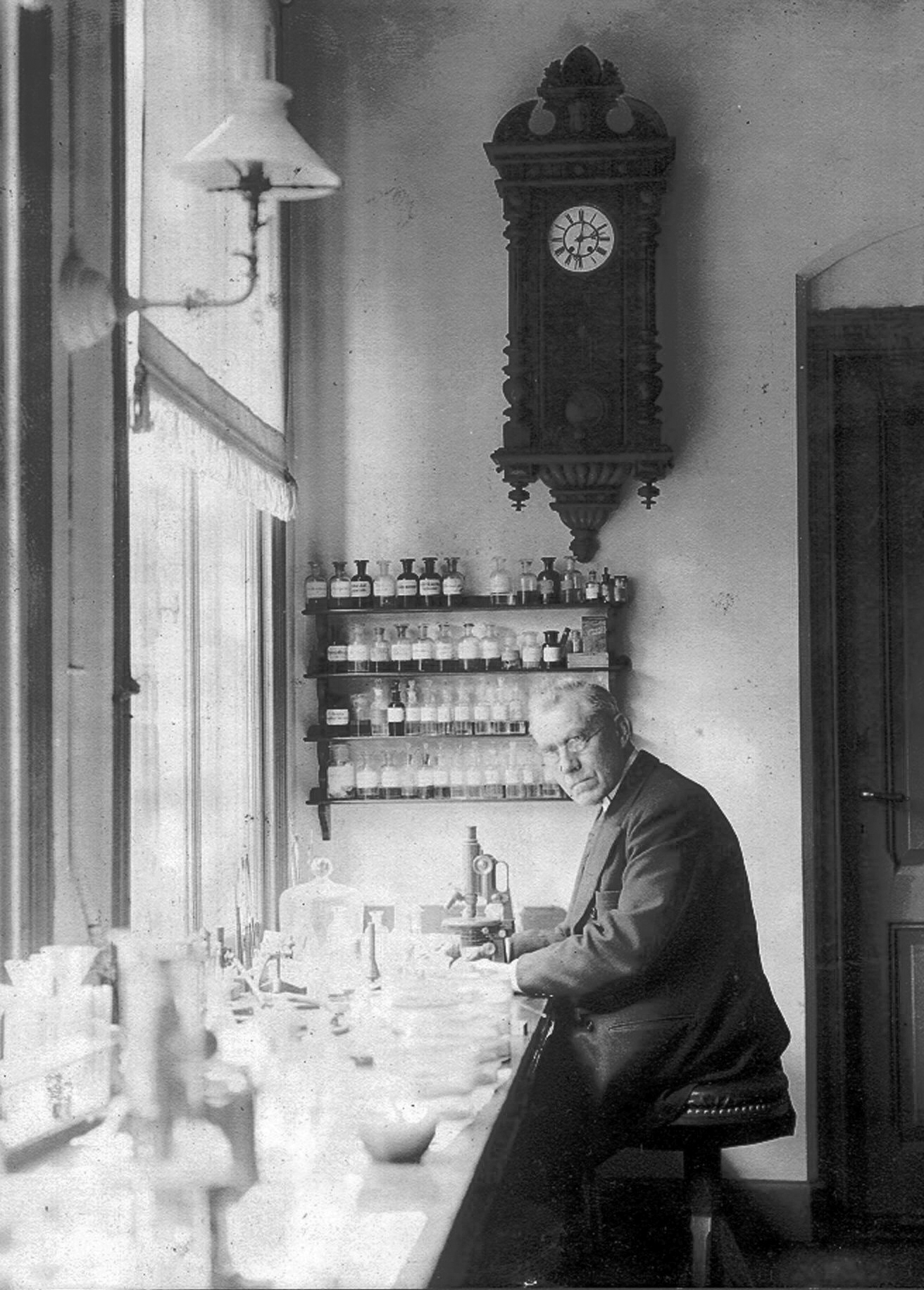
Martinus Beijerinck trong phòng thí nghiệm vào năm 1921.

Vào những năm 1880, Louis Pasteur khi nghiên cứu về bệnh dại đã không thể tìm ra tác nhân gây ra bệnh này, và dự đoán về một mầm bệnh quá nhỏ để có thể phát hiện được dưới kính hiển vi. Năm 1884, nhà vi sinh vật học người Pháp Charles Chamberland đã phát minh ra một bộ lọc (được biết tới ngày nay là bộ lọc Chamberland hay bộ lọc Chamberland-Pasteur) với các lỗ có kích thước còn nhỏ hơn cả vi khuẩn. Nhờ thế, ông có thể cho một dung dịch chứa vi khuẩn chảy qua bộ lọc và hoàn toàn loại bỏ chúng khỏi dung dịch. Năm 1892, nhà sinh vật học người Nga, Dmitriy Iosifovich Ivanovskiy đã sử dụng bộ lọc này để nghiên cứu về thứ mà hiện nay được biết với tên virus khảm thuốc lá. Thí nghiệm của ông cho thấy chiết xuất từ lá cây thuốc lá nhiễm bệnh được nghiền nát vẫn có thể lây nhiễm sau khi lọc. D. I. Ivanovskiy đề xuất rằng sự nhiễm bệnh có thể là do một độc tố từ vi khuẩn gây ra, nhưng đã không theo đuổi ý tưởng đó. Lý do là vì vào thời điểm đó, người ta đã nghĩ rằng tất cả các tác nhân truyền nhiễm đều có thể bị các bộ lọc giữ lại và chỉ có thể phát triển trên một môi trường dinh dưỡng – đây là một phần của thuyết mầm bệnh. Năm 1898, nhà vi sinh vật học người Hà Lan Martinus Beijerinck đã lặp lại thí nghiệm và tin rằng dung dịch đã lọc vẫn còn chứa một dạng tác nhân truyền nhiễm mới. Ông nhận thấy rằng tác nhân này chỉ có thể nhân lên trong tế bào đang phân chia, nhưng thí nghiệm của ông không chỉ ra là nó được làm từ các hạt; ông gọi tác nhân này là một contagium vivum fluidum (mầm sống có thể hòa tan) và sử dụng lại từ virus để gọi nó. Beijerinck giữ quan điểm rằng virus có bản chất là chất lỏng, tuy nhiên về sau thuyết này đã bị bác bỏ bởi Wendell Stanley, người chứng minh được chúng có dạng hạt. Trong cùng năm đó, Friedrich Loeffler và Frosch đã cho chảy lần đầu tiên dung dịch chứa virus động vật – tác nhân gây bệnh lở mồm long móng (aphthovirus) – qua một bộ lọc tương tự.
Vào đầu của thế kỷ XX, Frederick Twort - một nhà vi khuẩn học người Anh - đã khám phá ra một nhóm những virus có thể xâm nhiễm vào vi khuẩn, mà nay gọi là thực khuẩn thể (bacteriophage hay phage), và nhà vi sinh học người Canada gốc Pháp Félix d'Herelle đã miêu tả về virus rằng: khi thêm chúng vào vi khuẩn trên thạch agar, sẽ tạo ra những vùng vi khuẩn bị chết. Ông đã pha loãng chính xác một dịch huyền phù những virus trên và khám phá ra rằng những dịch pha loãng cao nhất (mật độ virus thấp nhất), thay vì giết chết toàn bộ vi khuẩn, đã tạo những vùng riêng biệt gồm những cá thể bị chết. Tính toán diện tích những vùng này và nhân với hệ số pha loãng cho phép ông tính được số lượng virus trong dịch huyền phù gốc. Phage đã được cho rằng sẽ là một giải pháp điều trị tiềm năng cho những bệnh như thương hàn và tả, nhưng triển vọng của chúng đã bị lãng quên cùng với sự phát triển của penicillin. Nghiên cứu về phage đã cung cấp cái nhìn sâu hơn về sự bất hoạt và kích hoạt gen, và một cơ chế hữu hiệu cho việc đưa những gen bên ngoài vào bên trong vi khuẩn.
Cho đến cuối thế kỷ XIX, virus được định nghĩa dựa trên sự lây nhiễm của chúng, khả năng chống lọc, và việc chúng đòi hỏi phải có một vật chủ. Virus đã từng chỉ được nuôi trong thực vật và động vật. Năm 1906, Ross Granville Harrison phát minh ra một phương pháp để nuôi dưỡng mô trong bạch huyết, và sau đó năm 1913, E. Steinhardt, C. Israeli, và R. A. Lambert đã sử dụng phương pháp này để phát triển virus vaccinia trong những mảnh vụn của mô giác mạc chuột lang nhà. Năm 1928, H. B. Maitland và M. C. Maitland đã nuôi virus vaccinia trong những thể huyền phù của thận gà băm nhỏ. Phương pháp của họ đã không được áp dụng rộng rãi cho tới thập niên 1950, khi poliovirus được nuôi ở quy mô lớn phục vụ việc sản xuất vaccine.
Một bước đột phá khác đến vào năm 1931, khi nhà bệnh học Hoa Kỳ Ernest William Goodpasture đã nuôi dưỡng virus cúm và vài loại virus khác trong trứng gà đã thụ tinh. Năm 1949, John Franklin Enders, Thomas Weller, và Frederick Robbins cũng nuôi cấy virus bại liệt trong tế bào phôi người, virus đầu tiên được nuôi mà không sử dụng mô thể rắn của động vật hay trứng. Công trình này cho phép Jonas Salk tạo ra một vắc-xin bại liệt hiệu quả.
Những hình ảnh đầu tiên của virus thu nhận được là nhờ sự phát minh ra kính hiển vi điện tử năm 1931 của hai kĩ sư người Đức Ernst Ruska và Max Knoll. Năm 1935, Wendell Meredith Stanley - một nhà sinh hóa và virus học người Mỹ - đã nghiên cứu virus khảm thuốc lá và nhận thấy chúng được tạo thành phần lớn từ protein. Một thời gian ngắn sau, virus này đã được phân tách thành các phần protein và RNA riêng biệt.
Virus khảm thuốc lá là dạng virus đầu tiên được tinh thể hóa và cấu trúc của nó do đó đã được làm sáng tỏ chi tiết. Những hình ảnh nhiễu xạ tia X đầu tiên của virus kết tinh đã được Bernal và Fankuchen thu được vào 1941. Dựa trên những tấm hình này, Rosalind Franklin đã khám phá ra cấu trúc DNA hoàn thiện của loại virus này vào năm 1955. Cùng trong năm đó, Heinz Fraenkel-Conrat và Robley Williams chứng minh được là chiết xuất RNA và vỏ protein của virus khảm thuốc lá có thể tự lắp ráp lại để tạo thành những virus có chức năng, cho thấy cơ chế đơn giản này có thể là cách virus sinh ra trong tế bào vật chủ.
Nửa sau của thế kỷ XX đánh dấu một kỉ nguyên vàng cho sự khám phá virus với hầu hết trong số hơn 2.000 loài virus động vật, thực vật và vi khuẩn đã được phát hiện trong những năm này. Năm 1957, virus arteri ở ngựa và virus gây bệnh tiêu chảy ở bò (một loại pestivirus) đã được phát hiện. Năm 1963, virus viêm gan siêu vi B cũng được Baruch Blumberg khám phá, và năm 1965, Howard Temin đã mô tả loại retrovirus đầu tiên. Sau đó, enzym phiên mã ngược (Reverse transcriptase), loại enzym quan trọng mà retrovirus sử dụng để phiên mã RNA của chúng thành DNA, được miêu tả lần đầu vào năm 1970, một cách độc lập bởi Howard Martin Temin và David Baltimore. Năm 1983, nhóm nghiên cứu của Luc Montagnier tại Viện Pasteur ở Pháp, đã lần đầu tiên phân lập một loại retrovirus được biết với tên gọi ngày nay là virus suy giảm miễn dịch ở người (HIV).

### Bộ gen

Cách mà chuyển đổi hoặc tái sắp xếp kháng nguyên có thể dẫn tới những chủng cúm mới có độc lực cao.